# Laag Zuthem
Laag Zuthem is een dorpje in de Overijsselse gemeente Raalte, in Nederland. Het telt 705 inwoners. Laag Zuthem ligt in het uiterste noordwesten van de gemeente Raalte, ongeveer 4 kilometer ten zuidoosten van Zwolle. Tot 1 januari 2001 maakte Laag Zuthem deel uit van de gemeente Heino. Langs Zuthem loopt de spoorlijn Zwolle - Almelo. Tot 1950 had Laag Zuthem aan deze spoorlijn een eigen stopplaats, te weten stopplaats Laag Zuthem.
Ten noordwesten van het dorpje ligt de buurtschap Hoog Zuthem in de gemeente Zwolle.